# 六氟化铑
六氟化铑是一种无机化合物，化学式为RhF6。它是铂系元素最不稳定的六氟化物。六氟化铑是一种黑色固体，也是罕见的铑(VI)化合物之一。它是十七种已知六氟化物中的其中一种。

## 制备，结构和性质
六氟化铑可以由金属铑和大量的氟气反应而成：
Rh + 3 F2   →   RhF6
RhF6 分子是八面体形。其中的铑原子为 d3 电子结构，六个 Rh–F 键的键长都是一样长的，为 1.824 Å。它是正交晶系，空间群 Pnma，晶格参数为 a = 9.323 Å， b = 8.474 Å 和c = 4.910 Å。
类似其它金属六氟化物， RhF6 是一种强氧化剂，即使在干燥时也能和玻璃反应。它甚至可以和氧气反应成六氟合铑酸氧。

## 扩展阅读
- Gmelins Handbuch der anorganischen Chemie, System Nr. 63, Rhodium, Part B1, pp. 266–268.